# Gemensamma EES-kommittén
Gemensamma EES-kommittén är en gemensam kommitté som inrättats genom EES-avtalet och som spelar en central roll för genomförandet av avtalet. Den har huvudsakligen två uppgifter; dels att underlätta löpande samråd mellan EES-länderna, dels att uppdatera EES-avtalet när ny unionsrätt som är av betydelse för avtalet behöver införlivas – på så sätt blir ny lagstiftning kring till exempel den inre marknaden även rättsligt bindande för EES-länderna Island, Liechtenstein och Norge. Kommittén består av en företrädare för Europeiska utrikestjänsten, som representerar Europeiska unionen, samt en företrädare för vart och ett av EES-länderna Island, Liechtenstein och Norge. Även en företrädare för Eftas övervakningsmyndighet samt diverse tjänstemän deltar normalt vid sammanträdena.
Gemensamma EES-kommittén meddelas varje gång nya rättsakter som är av betydelse för EES-avtalet antas inom Europeiska unionen. Kommittén har då till uppgift att snarast anta de ändringar i EES-avtalet som är nödvändiga för att införliva motsvarande bestämmelser i avtalet, så att de även blir rättsligt bindande för Island, Liechtenstein och Norge. Detta sker vanligtvis genom att bilagorna till EES-avtalet uppdateras. Bestämmelserna träder i kraft det datum som kommittén fastställer i sitt beslut, förutsatt att eventuella nödvändiga konstitutionella ändringar på nationell nivå redan har antagits av de avtalsslutande parterna och anmälts till kommittén. Annars träder bestämmelserna i kraft den första dagen i den andra månaden efter att den sista sådan anmälan har gjorts till kommittén.
Ordförandeskapet i gemensamma EES-kommittén roterar på halvårsbasis mellan å ena sidan utrikestjänstens företrädare och å andra sidan en av företrädarna för Island, Liechtenstein och Norge. Kommittén sammanträder normalt sex till åtta gånger per år. Den fattar beslut genom samförstånd. Kommittén biträds av fem ständiga underkommittéer, som var och en också består av företrädare för EES-länderna.